# 해리 딘 스탠턴
해리 딘 스탠턴(Harry Dean Stanton, 1926년 7월 14일 ~ 2017년 9월 15일)은 미국의 배우, 가수이다. 50년대부터 꾸준히 활동하여 영화 《대부 2》, 《에이리언》, 《그리스도 최후의 유혹》 등에 출연했다.

## 참여 작품
- 폭력 탈옥
- 켈리의 영웅들
- 대부 2
- 미주리 브레이크
- 에이리언 (영화)
- 뉴욕 탈출
- 크리스틴 (1983년 영화)
- 파리, 텍사스
- 레드 던
- 핑크빛 연인
- 그리스도 최후의 유혹
- 광란의 사랑
- 트윈 픽스 (영화)
- 잠망경을 올려라
- 파이어 다운
- 라스베가스의 공포와 혐오
- 그린 마일 (영화)
- 스트레이트 스토리
- 알파 독
- 인랜드 엠파이어 (영화)
- 랭고 (2011년 영화)
- 어벤져스 (영화)
- 라스트 스탠드

## 텔레비전
- 빅 러브